# Ric Cartey
Ric Cartey (* 18. Januar 1937 in Atlanta, Georgia, als Whaley Thomas Cartey; † 5. August 2009 in Palm Harbor, Florida) war ein US-amerikanischer Rockabilly-Musiker und Songschreiber. Er war unter anderem der Komponist des Hits Young Love.

## Leben
Ric Cartey wurde 1937 in Atlanta geboren. In den 1950er-Jahren startete er seine Karriere als Musiker mit den Jiva-Tones, mit denen er auch seine ersten Aufnahmen für Bill Lowerys Label Stars Records machte. Mit Oooh-Eee / Young Love erschien Ende 1956 Carteys erste Single und obwohl Lowery auf die A-Seite vertraute, war es die von Cartey und seiner damaligen Freundin Carole Joyner geschriebene B-Seite, die Aufsehen erregte. Ken Nelson von Capitol Records gab den Song Sonny James, der Young Love neu arrangiert aufnahm und daraus einen Nummer-Eins-Countryhit machte. Es folgten Coverversionen von Tab Hunter, The Crew Cuts, Lesley Gore, Connie Smith und Nat Stuckey, Donny Osmond und Ray Stevens innerhalb der nächsten Jahrzehnte, die immer wieder in die Charts einstiegen.
Cartey selbst wurde von Steve Sholes aus dem Stars-Vertrag herausgekauft und für RCA Victor unter Vertrag genommen. RCA veröffentlichte Carteys Version erneut, um ebenfalls Profit aus dem Erfolg zu schlagen. Doch genauso wie bei Carteys nachfolgenden Rockabilly-Veröffentlichungen gelang nicht der Sprung in die Charts. 1957 erschien Carteys zweite Single mit Heart Throb / I Wancha to Know – ohne Erfolg. Die A-Seite war ursprünglich von Tommy Spurlin, einem Rockabilly-Musiker aus Miami, geschrieben und aufgenommen worden, während Carteys dritte Single Born to Love One Woman im Original von Bob Johnston stammte. Als der Erfolg gegen Ende des Jahres 1957 immer noch nicht kommen wollte, ließ RCA Cartey fallen.
1958 war Cartey zurück in Atlanta und kam bei Bill Lowerys neuem Label NRC Records unter, wo er Scratching On My Screen / My Heart Belongs to You mit Jerry Reed und Joe South an den Gitarren aufnahm. Scratching On My Screen basierte lose auf dem alten Country Blues Diggin' My Potatoes und wird allgemein hin als Carteys bestes Werk angesehen. Der Song entsprach mit Echounterlegung und Slapbass dem typischen Rockabilly-Schema. Es folgten Platten für ABC-Paramount und El-Rico Records, doch Cartey konnte sich nicht als Sänger etablieren. In den nachfolgenden Jahren arbeitete er mit Lowery zusammen und übernahm schließlich dessen Künstleragentur. Bis in die frühen 1990er-Jahre lebte Cartey in Atlanta, zog dann aber nach Florida.
Ric Cartey starb im August 2009 mit 72 Jahren in Palm Harbor, Florida.

## Diskographie
Diskographie ist nicht vollständig.
| 1956                    | Oooh-Eee / Young Love                               | Stars 539              |
| 1956                    | Oooh-Eee / Young Love                               | RCA Victor 47-6751     |
| 1957                    | Heart Throb / I Wancha to Know                      | RCA Victor 47-6828     |
| 1957                    | Born to Love One Woman / Let Me Tell You About Love | RCA Victor 47-6920     |
| 1957                    | Mellow Down Easy / My Babe                          | RCA Victor 47-7011     |
| 1958                    | Scratching On My Screen / My Heart Belongs to You   | NRC 503                |
| 1963                    | Poor Me / Something In My Eye                       | ABC-Paramount 45-10415 |
| Unveröffentlichte Titel |                                                     |                        |
| 1957                    | - Crying Goodbye                                    | RCA Victor             |